# 정읍 장문리 오층석탑
장문리 오층석탑(長文里 五層石塔)은 대한민국 전북특별자치도 정읍시 고부면에 있는 고려시대의 오층석탑이다. 1971년 12월 2일 전라북도의 유형문화재 제13호로 지정되었다.

## 개요
1층 기단(基壇)에 5층의 탑신(塔身)을 올린 석탑이다.
기단의 네 모서리와 탑신의 몸돌에는 기둥모양을 조각하였다. 지붕돌은 은은한 곡선을 이루던 처마가 네 귀퉁이에서 살짝 들려 있고 밑면에는 5단의 받침을 두었다. 꼭대기에는 노반(露盤:머리장식받침)과 복발(覆鉢:엎어놓은 그릇모양의 장식)이 올려져 머리장식을 하고 있다.
탑신의 1층 몸돌이 헌칠하게 높고 2층 이상은 급격히 낮아졌으나, 지붕돌의 크기가 거의 일정하여 밋밋한 감을 준다. 옛 백제 지역에 세워 놓은 고려시대 석탑으로, 1층 기단과 지붕돌의 곡선미 등이 백제 석탑의 양식을 잘 따르고 있어 지방색이 강했던 당시 시대상을 잘 담아내고 있다.

## 현지 안내문

### 한글 설명
장문리 오층석탑
長文里 五層石塔
전라북도 유형문화재 제13호
석탑은 부처의 유골을 모신 조형물로, 실제 유골이 없는 경우에도 상징적으로 부처를 모신 곳으로 여긴다.
장문리 오층석탑은 꼭대기 장식 부분이 없는 것 외에는 완전한 모습을 갖추고 있다. 이 탑은 크고 네모난 이중 기단 위에 오층으로 세워졌는데 각층 몸돌과 지붕돌은 각각 하나의 돌로 되어 있다. 지붕돌은 경사가 급하고 처마 네 귀의 추녀 끝이 약간 위로 올라가 날렵하다. 이 석탑은 백제 탑 양식을 따른 고려 초기 작품으로 지방색이 강한 시대적 특성을 보여주고 있다.

### 영문 설명
Five-story Stone Pagoda in Jangmun-ri
Jeollabuk-do Tangible Cultural Heritage No. 13
A pagoda is a symbolic monument used to enshrine relics or remains of the Buddha. In many cases, pagodas do not contain the actual remains, but are still regarded as a sacred place enshrining the Buddha.
This five-story stone pagoda is presumed to have been made during the Goryeo period (918-1392).
Apart from slight damage to the decorative top, this pagoda remains in its complete original form. The corners of the base and the body stones are carved to look like pillars, and the eaves of the roof stones are curved slightly upward.

## 참고 자료
- 장문리오층석탑 - 국가유산청 국가유산포털